# Mantophasmatodea
Mantophasmatodea је малобројни ред ситних крилатих инсеката, из групе Polyneoptera, који наликују богомољкама и паличњацима. Ред обухвата 15 до сад описаних врста. Фосилни представници реда пронађени су у еоценском ћилибару са подручја Балтика што указује на широко распрострањење групе у прошлости. Савремене врсте насељавају сушна, каменита станишта подсахарске Африке са центром диверзитета у Намибији и западном делу Јужноафричке републике. Хране се ноћу, ловећи друге инсекте, док обданицу проводе сакривени у пукотинама камења или у сувим биљкама.

## Морфолошке карактеристике
Припадници реда Mantophasmatodea су мале величине (до 25 mm). Морфолошки, тело је грађено по генерализованом инсекатском обрасцу, са мало изведених карактеристика. Међу њима су присуство дорзалних наставака на стопалима (тарзусима) и субгеналне бразде на глави. Глава је хипогнатна, са усним апаратом за грицкање и дугим, мултисегментним антенама. Одсуствују оцеле и крила. Развиће је хемиметаболно.

## Филогенија и систематика реда
Услед скорашњег описа и открића савремених врста, као и услед веома карактеристичне комбинације карактера, филогенетски положај реда Mantophasmatodea у оквиру групе није са сигурношћу утврђен. Највероватнији је сценарио где је овај мали ред сродан, такође малом, реду Grylloblattodea.
До сада је описано 15 врста, груписаних у 3 породице, или у 2 потпородице, зависно од аутора. Најпознатији представници су два изумрла терцијарна рода Adicophasma и Raptophasma и савремени род Mantophasma.
базалне групе
род †
род †
 ? род †
потпородица 
род 
потпородица 
племе 
род 
род 
племе 
род 
род 
род 
род 
род 
род 
род  (синоним Lobophasma)